# زیرواحد ۵۰اس ریبوزوم پروکاریوتی

ساختار اتمی زیرواحد ۵۰اِس از Haloarcula marismortui. پروتئین‌ها به رنگ آبی و دو رشته آران‌ای به رنگ نارنجی و زرد نشان داده شده‌اند. لکهٔ کوچک سبزرنگ در مرکز زیرواحد، قسمت اصلی و فعال است.

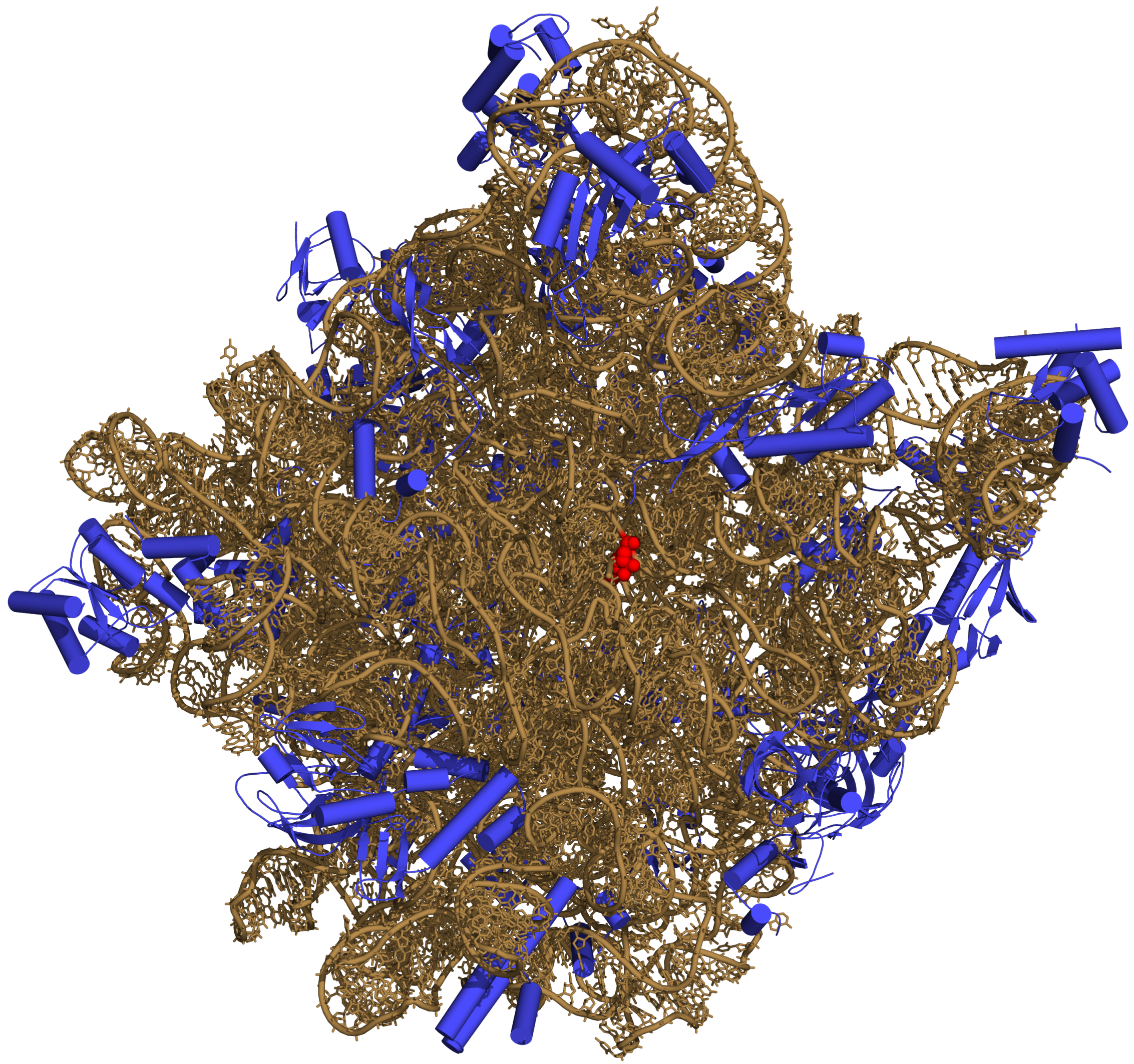
ساختار اتمی زیرواحد بزرگ ۵۰اِس ریبوزوم، رو به زیرواحد ریبوزوم کوچک ۳۰اِس. رنگ پروتئین‌ها به رنگ آبی و آراِن‌اِی به رنگ اخرایی است. سایت فعال، آدنین ۲۴۸۶، با رنگ قرمز مشخص شده‌است. تصویر ایجاد شده از با استفاده از PyMol

۵۰اِس (50S) زیرواحد بزرگ‌تر ریبوزوم ۷۰اِس پروکاریوتها، یعنی باکتریها و آرکی‌ها است. این بخش از ریبوزوم، محل مهار آنتی‌بیوتیک‌هایی مانند ماکرولیدها، کلرامفنیکل، کلیندامایسین و پلورموتیلین‌ها است که خود شامل آران‌ای ریبوزومی ۵اِس و آران‌ای ریبوزومی ۲۳اِس است. علی‌رغم داشتن نرخ ته‌نشینی یکسان، ریبوزوم‌های باستانی باکتریایی و آرکی‌ها می‌توانند کاملاً متفاوت باشند.

## ساختار
۵۰اِس که تقریباً معادل زیرواحد ریبوزومی ۶۰اِس در سلول‌های یوکاریوتی است، زیرواحد بزرگ‌تر از ریبوزوم ۷۰اِس پروکاریوت‌ها است. زیرواحد ۵۰اِس اساساً از پروتئین تشکیل شده‌است اما همچنین حاوی آران‌ای تک‌رشته‌ای است که به‌عنوان آران‌ای ریبوزومی (rRNA) شناخته می‌شود. rRNA ساختار ثانویه و سوم را برای حفظ ساختار و انجام عملکردهای کاتالیزوری ریبوزوم تشکیل می‌دهد.
بلورنگاری پرتوی ایکس، نقشه‌های چگالی الکترونی را به‌دست آورده‌است. زیرواحد ریبوزومی بزرگ (۵۰اِس) تقریباً دو برابر زیرواحد ریبوزومی کوچک (۵۰اِس)، جرم دارد.